# Bahnstrecke Cumberland Center–Bangor
| Gesellschaft: | PAR                                              |                                                      |                                                      |
| Streckenlänge: | ursprüngliche Trasse: 206,3 km, heute ca. 205 km |                                                      |                                                      |
| Spurweite: | 1435 mm (Normalspur)                             |                                                      |                                                      |
| Zweigleisigkeit: | (ehemals teilweise)                              |                                                      |                                                      |
| |                                                  |                                                      |                                                      |
| \| \| \| von Portland \| \| \| \| 0,0 \| Cumberland Center ME (früher Cumberland Junction) \| Cumberland Center ME (früher Cumberland Junction) \| \| \| \| \| \| \| \| (0,0) \| nach Rockland (Royal Junction) \| nach Rockland (Royal Junction) \| \| \| (2,2) \| Walnut ME (Ende des 2-gleisigen Abschnitts) \| Walnut ME (Ende des 2-gleisigen Abschnitts) \| \| \| (5,0) \| Walnut Hill ME (neuer Bf.) \| Walnut Hill ME (neuer Bf.) \| \| \| 5,5 \| Walnut Hill ME (alter Bf.) \| Walnut Hill ME (alter Bf.) \| \| \| ca. 8 \| Wescustago ME \| Wescustago ME \| \| \| (9) 10 \| \| \| \| \| 14,3 \| Gray ME \| Gray ME \| \| \| ca. 16 \| Penny's ME \| Penny's ME \| \| \| 21,7 \| New Gloucester ME \| New Gloucester ME \| \| \| ? \| Rowes ME \| Rowes ME \| \| \| \| von Portland \| \| \| \| 29,5 \| Danville Junction ME \| Danville Junction ME \| \| \| \| nach Island Pond \| \| \| \| 33,0 \| Rumford Junction ME (früher Poland Springs Junction) \| Rumford Junction ME (früher Poland Springs Junction) \| \| \| \| nach Kennebago \| \| \| \| ca. 34 \| Hacketts Switch ME (früher Hacketts) \| Hacketts Switch ME (früher Hacketts) \| \| \| \| Strecke Lewiston Junction–Lewiston \| \| \| \| 38,3 \| Auburn ME \| Auburn ME \| \| \| \| Androscoggin River \| \| \| \| 39,6 \| Lewiston ME (früher Lewiston Upper) \| Lewiston ME (früher Lewiston Upper) \| \| \| ca. 40 \| Fairgrounds ME \| Fairgrounds ME \| \| \| 51,7 \| Greene ME \| Greene ME \| \| \| 56,7 \| Leeds Junction ME (früher Leeds) \| Leeds Junction ME (früher Leeds) \| \| \| \| nach Farmington \| \| \| \| \| Strecke Brunswick–Farmington \| \| \| \| \| Abzweig aus Richtung Farmington \| \| \| \| 62,3 \| Monmouth ME \| Monmouth ME \| \| \| 66,1 \| Annabessacook ME \| Annabessacook ME \| \| \| 71,1 \| Winthrop ME \| Winthrop ME \| \| \| \| Lake Maranacook \| \| \| \| 76,3 \| Maranacook ME \| Maranacook ME \| \| \| 80,3 \| Readfield ME \| Readfield ME \| \| \| ? \| Hoyt's ME \| Hoyt's ME \| \| \| 93,0 \| Belgrade ME \| Belgrade ME \| \| \| ca. 98 \| Lakeside ME \| Lakeside ME \| \| \| 100,7 \| North Belgrade ME (früher Messalonskee) \| North Belgrade ME (früher Messalonskee) \| \| \| 107,5 \| Oakland ME (früher West Waterville) \| Oakland ME (früher West Waterville) \| \| \| \| nach Bingham \| \| \| \| \| Messalonskee Stream \| \| \| \| ca. 113 \| Crummet's ME \| Crummet's ME \| \| \| \| Messalonskee Stream \| \| \| \| \| von Brunswick \| \| \| \| 117,2 \| Waterville ME \| Waterville ME \| \| \| \| \| \| \| \| \| Kennebec River \| \| \| \| (121,4) \| Fairfield ME (früher Kendall's Mills) \| Fairfield ME (früher Kendall's Mills) \| \| \| 121,8 \| Benton ME (früher Kendall's Mills, West Benton) \| Benton ME (früher Kendall's Mills, West Benton) \| \| \| \| nach Skowhegan \| \| \| \| \| Kennebec River \| \| \| \| (122,5) 122,6 \| \| \| \| \| 130,8 \| Clinton ME \| Clinton ME \| \| \| 139,4 \| Burnham Junction ME (früher Burnham) \| Burnham Junction ME (früher Burnham) \| \| \| \| nach Belfast \| \| \| \| ca. 145 \| Halfway ME \| Halfway ME \| \| \| 150,8 \| Pittsfield Center ME (früher Pittsfield) \| Pittsfield Center ME (früher Pittsfield) \| \| \| \| nach Harmony \| \| \| \| 157,6 \| Detroit ME \| Detroit ME \| \| \| 162,1 \| Newport Junction ME (früher Newport) \| Newport Junction ME (früher Newport) \| \| \| \| nach Dover-Foxcroft \| \| \| \| 166,4 \| East Newport ME (früher East Newport (Eastville)) \| East Newport ME (früher East Newport (Eastville)) \| \| \| ? \| Stetson ME \| Stetson ME \| \| \| 175,6 \| Etna ME \| Etna ME \| \| \| ca. 180 \| Damascus ME \| Damascus ME \| \| \| 182,0 \| Carmel ME \| Carmel ME \| \| \| ? \| Dabscook ME \| Dabscook ME \| \| \| 189,1 \| Hermon Pond ME \| Hermon Pond ME \| \| \| ca. 196 \| Hermon Center ME \| Hermon Center ME \| \| \| \| Strecke South Lagrange–Searsport \| \| \| \| \| Verbindungsgleise Ri. South Lagrange und Searsport \| \| \| \| 197,1 \| Northern Maine Junction ME \| Northern Maine Junction ME \| \| \| ca. 200 \| Lanes Siding \| Lanes Siding \| \| \| \| Anschluss zum Bangor International Airport \| \| \| \| ca. 204 \| Bangor Yard \| Bangor Yard \| \| \| 206,3 \| Bangor ME Union Station \| Bangor ME Union Station \| \| \| \| nach Vanceboro \| \| |                                                  |                                                      |                                                      |
| Strecke |                                                  | von Portland                                         | von Portland                                         |
| Dienststation / Betriebs- oder Güterbahnhof | 0,0                                              | Cumberland Center ME (früher Cumberland Junction)    | Cumberland Center ME (früher Cumberland Junction)    |
| Strecke von links · Abzweig ehemals geradeaus und nach rechts |                                                  |                                                      |                                                      |
| Abzweig geradeaus und nach rechts · Strecke (außer Betrieb) | (0,0)                                            | nach Rockland (Royal Junction)                       | nach Rockland (Royal Junction)                       |
| Dienststation / Betriebs- oder Güterbahnhof · Strecke (außer Betrieb) | (2,2)                                            | Walnut ME (Ende des 2-gleisigen Abschnitts)          | Walnut ME (Ende des 2-gleisigen Abschnitts)          |
| ehemaliger Haltepunkt / Haltestelle · Strecke (außer Betrieb) | (5,0)                                            | Walnut Hill ME (neuer Bf.)                           | Walnut Hill ME (neuer Bf.)                           |
| Strecke · Bahnhof (Strecke außer Betrieb) | 5,5                                              | Walnut Hill ME (alter Bf.)                           | Walnut Hill ME (alter Bf.)                           |
| Strecke · Haltepunkt / Haltestelle (Strecke außer Betrieb) | ca. 8                                            | Wescustago ME                                        | Wescustago ME                                        |
| Verschwenkung nach links · Verschwenkung nach rechts (Strecke außer Betrieb) | (9) 10                                           |                                                      |                                                      |
| ehemaliger Bahnhof | 14,3                                             | Gray ME                                              | Gray ME                                              |
| ehemaliger Haltepunkt / Haltestelle | ca. 16                                           | Penny's ME                                           | Penny's ME                                           |
| Dienststation / Betriebs- oder Güterbahnhof | 21,7                                             | New Gloucester ME                                    | New Gloucester ME                                    |
| ehemaliger Haltepunkt / Haltestelle | ?                                                | Rowes ME                                             | Rowes ME                                             |
| Abzweig geradeaus und von rechts |                                                  | von Portland                                         | von Portland                                         |
| Dienststation / Betriebs- oder Güterbahnhof | 29,5                                             | Danville Junction ME                                 | Danville Junction ME                                 |
| Abzweig geradeaus und nach links |                                                  | nach Island Pond                                     | nach Island Pond                                     |
| Dienststation / Betriebs- oder Güterbahnhof | 33,0                                             | Rumford Junction ME (früher Poland Springs Junction) | Rumford Junction ME (früher Poland Springs Junction) |
| Abzweig geradeaus, ehemals nach links und ehemals von links |                                                  | nach Kennebago                                       | nach Kennebago                                       |
| ehemaliger Haltepunkt / Haltestelle | ca. 34                                           | Hacketts Switch ME (früher Hacketts)                 | Hacketts Switch ME (früher Hacketts)                 |
| Kreuzung geradeaus oben (Querstrecke außer Betrieb) |                                                  | Strecke Lewiston Junction–Lewiston                   | Strecke Lewiston Junction–Lewiston                   |
| ehemaliger Bahnhof | 38,3                                             | Auburn ME                                            | Auburn ME                                            |
| Brücke über Wasserlauf |                                                  | Androscoggin River                                   | Androscoggin River                                   |
| ehemaliger Bahnhof | 39,6                                             | Lewiston ME (früher Lewiston Upper)                  | Lewiston ME (früher Lewiston Upper)                  |
| Dienststation / Betriebs- oder Güterbahnhof | ca. 40                                           | Fairgrounds ME                                       | Fairgrounds ME                                       |
| ehemaliger Bahnhof | 51,7                                             | Greene ME                                            | Greene ME                                            |
| Dienststation / Betriebs- oder Güterbahnhof | 56,7                                             | Leeds Junction ME (früher Leeds)                     | Leeds Junction ME (früher Leeds)                     |
| Abzweig geradeaus und nach links |                                                  | nach Farmington                                      | nach Farmington                                      |
| Kreuzung (Querstrecke außer Betrieb) |                                                  | Strecke Brunswick–Farmington                         | Strecke Brunswick–Farmington                         |
| Abzweig geradeaus und von links |                                                  | Abzweig aus Richtung Farmington                      | Abzweig aus Richtung Farmington                      |
| ehemaliger Bahnhof | 62,3                                             | Monmouth ME                                          | Monmouth ME                                          |
| ehemaliger Bahnhof | 66,1                                             | Annabessacook ME                                     | Annabessacook ME                                     |
| Dienststation / Betriebs- oder Güterbahnhof | 71,1                                             | Winthrop ME                                          | Winthrop ME                                          |
| Brücke über Wasserlauf |                                                  | Lake Maranacook                                      | Lake Maranacook                                      |
| ehemaliger Bahnhof | 76,3                                             | Maranacook ME                                        | Maranacook ME                                        |
| Dienststation / Betriebs- oder Güterbahnhof | 80,3                                             | Readfield ME                                         | Readfield ME                                         |
| ehemaliger Haltepunkt / Haltestelle | ?                                                | Hoyt's ME                                            | Hoyt's ME                                            |
| Dienststation / Betriebs- oder Güterbahnhof | 93,0                                             | Belgrade ME                                          | Belgrade ME                                          |
| ehemaliger Haltepunkt / Haltestelle | ca. 98                                           | Lakeside ME                                          | Lakeside ME                                          |
| ehemaliger Bahnhof | 100,7                                            | North Belgrade ME (früher Messalonskee)              | North Belgrade ME (früher Messalonskee)              |
| Dienststation / Betriebs- oder Güterbahnhof | 107,5                                            | Oakland ME (früher West Waterville)                  | Oakland ME (früher West Waterville)                  |
| Abzweig geradeaus und nach links |                                                  | nach Bingham                                         | nach Bingham                                         |
| Brücke über Wasserlauf |                                                  | Messalonskee Stream                                  | Messalonskee Stream                                  |
| ehemaliger Haltepunkt / Haltestelle | ca. 113                                          | Crummet's ME                                         | Crummet's ME                                         |
| Brücke über Wasserlauf |                                                  | Messalonskee Stream                                  | Messalonskee Stream                                  |
| Abzweig geradeaus und von rechts |                                                  | von Brunswick                                        | von Brunswick                                        |
| Dienststation / Betriebs- oder Güterbahnhof | 117,2                                            | Waterville ME                                        | Waterville ME                                        |
| Verschwenkung von links (Strecke außer Betrieb) · Verschwenkung von rechts |                                                  |                                                      |                                                      |
| Brücke über Wasserlauf (Strecke außer Betrieb) · Strecke |                                                  | Kennebec River                                       | Kennebec River                                       |
| Strecke (außer Betrieb) · Dienststation / Betriebs- oder Güterbahnhof | (121,4)                                          | Fairfield ME (früher Kendall's Mills)                | Fairfield ME (früher Kendall's Mills)                |
| Bahnhof (Strecke außer Betrieb) · Strecke | 121,8                                            | Benton ME (früher Kendall's Mills, West Benton)      | Benton ME (früher Kendall's Mills, West Benton)      |
| Strecke (außer Betrieb) · Abzweig geradeaus und nach links |                                                  | nach Skowhegan                                       | nach Skowhegan                                       |
| Strecke (außer Betrieb) · Brücke über Wasserlauf |                                                  | Kennebec River                                       | Kennebec River                                       |
| Verschwenkung nach links (Strecke außer Betrieb) · Verschwenkung nach rechts | (122,5) 122,6                                    |                                                      |                                                      |
| ehemaliger Bahnhof | 130,8                                            | Clinton ME                                           | Clinton ME                                           |
| Dienststation / Betriebs- oder Güterbahnhof | 139,4                                            | Burnham Junction ME (früher Burnham)                 | Burnham Junction ME (früher Burnham)                 |
| Abzweig geradeaus, nach rechts und von rechts |                                                  | nach Belfast                                         | nach Belfast                                         |
| ehemaliger Haltepunkt / Haltestelle | ca. 145                                          | Halfway ME                                           | Halfway ME                                           |
| Dienststation / Betriebs- oder Güterbahnhof | 150,8                                            | Pittsfield Center ME (früher Pittsfield)             | Pittsfield Center ME (früher Pittsfield)             |
| Abzweig geradeaus, ehemals nach links und ehemals von links |                                                  | nach Harmony                                         | nach Harmony                                         |
| Dienststation / Betriebs- oder Güterbahnhof | 157,6                                            | Detroit ME                                           | Detroit ME                                           |
| Dienststation / Betriebs- oder Güterbahnhof | 162,1                                            | Newport Junction ME (früher Newport)                 | Newport Junction ME (früher Newport)                 |
| Abzweig geradeaus und ehemals nach links |                                                  | nach Dover-Foxcroft                                  | nach Dover-Foxcroft                                  |
| Dienststation / Betriebs- oder Güterbahnhof | 166,4                                            | East Newport ME (früher East Newport (Eastville))    | East Newport ME (früher East Newport (Eastville))    |
| Dienststation / Betriebs- oder Güterbahnhof | ?                                                | Stetson ME                                           | Stetson ME                                           |
| ehemaliger Bahnhof | 175,6                                            | Etna ME                                              | Etna ME                                              |
| ehemaliger Haltepunkt / Haltestelle | ca. 180                                          | Damascus ME                                          | Damascus ME                                          |
| ehemaliger Bahnhof | 182,0                                            | Carmel ME                                            | Carmel ME                                            |
| ehemaliger Haltepunkt / Haltestelle | ?                                                | Dabscook ME                                          | Dabscook ME                                          |
| ehemaliger Bahnhof | 189,1                                            | Hermon Pond ME                                       | Hermon Pond ME                                       |
| ehemaliger Haltepunkt / Haltestelle | ca. 196                                          | Hermon Center ME                                     | Hermon Center ME                                     |
| Kreuzung geradeaus unten |                                                  | Strecke South Lagrange–Searsport                     | Strecke South Lagrange–Searsport                     |
| Abzweig geradeaus, von links und von rechts |                                                  | Verbindungsgleise Ri. South Lagrange und Searsport   | Verbindungsgleise Ri. South Lagrange und Searsport   |
| Dienststation / Betriebs- oder Güterbahnhof | 197,1                                            | Northern Maine Junction ME                           | Northern Maine Junction ME                           |
| Dienststation / Betriebs- oder Güterbahnhof | ca. 200                                          | Lanes Siding                                         | Lanes Siding                                         |
| Abzweig geradeaus und ehemals nach links |                                                  | Anschluss zum Bangor International Airport           | Anschluss zum Bangor International Airport           |
| Dienststation / Betriebs- oder Güterbahnhof | ca. 204                                          | Bangor Yard                                          | Bangor Yard                                          |
| ehemaliger Bahnhof | 206,3                                            | Bangor ME Union Station                              | Bangor ME Union Station                              |
| Strecke |                                                  | nach Vanceboro                                       | nach Vanceboro                                       |

Die Bahnstrecke Cumberland Center–Bangor ist eine Eisenbahnstrecke in Maine (Vereinigte Staaten). Sie ist 206,3 Kilometer lang und ist ein Teil der Hauptstrecke Boston–Halifax. Die normalspurige Strecke wird heute durch die Pan Am Railways ausschließlich im Güterverkehr betrieben. Zwei zusammen etwa 15 Kilometer lange Abschnitte der ursprünglichen Trasse sind stillgelegt, da sie durch andere Streckenführungen ersetzt wurden.

## Geschichte

### Vorgeschichte
In den 1840er Jahren begann man, den Bundesstaat Maine durch Eisenbahnen zu erschließen. 1842 erreichten die ersten Züge Portland aus Richtung Boston und ab 1848 verkehrte die Atlantic and St. Lawrence Railroad weiter nach Norden zunächst bis Danville am Androscoggin River, ab 1853 bis Montreal. Die Stadt Bangor am Penobscot River hatte bereits seit 1836 Eisenbahnanschluss. Diese Bahn war jedoch zeitlebens isoliert vom übrigen Eisenbahnnetz und eine Verbindung nach Portland war dringend erforderlich, um auch im Winter, wenn die Flüsse zugefroren sind, die Stadt schnell erreichen zu können. Waterville, ein schon damals bedeutender Industriestandort am Kennebec River, war überhaupt noch nicht ans Schienennetz angebunden. Um dies zu ändern, wurden 1845 die Androscoggin and Kennebec Railroad und die Penobscot and Kennebec Railroad gegründet. Die Gesellschaften beabsichtigten, ihre jeweils namensgebenden Flüsse zu verbinden. In Waterville sollten die beiden Strecken aufeinandertreffen.

### Bau und Umspurung
Da die Strecke als Zweigstrecke der Atlantic&St. Lawrence Railroad geplant war und in Danville von dieser abzweigen sollte, wählte man die gleiche Spurweite von 1676 mm, in der auch die Bahn in Richtung Montreal gebaut war. Der Streckenbau begann nach Eröffnung der Atlantic&St. Lawrence Ende 1848 und schon am 3. Juli 1849 konnte der erste 41,6 km lange Abschnitt bis Winthrop in Betrieb genommen werden. Waterville war am 5. Dezember des gleichen Jahres erreicht.
Da in Waterville der Kennebec River überquert werden musste, verzögerten sich die weiteren Bauarbeiten. Erst im Dezember 1853 wurde die Brücke und damit die Fortsetzung der Bahnstrecke bis Kendall's Mills, heute Benton, eröffnet. Ab November 1854 fuhren die Züge bis Pittsfield und im August 1855 war nach sieben Jahren Gesamtbauzeit Bangor erreicht. Der Endbahnhof in Bangor befand sich einige hundert Meter nördlich der späteren Union Station.
Im November 1856 pachtete die Androscoggin&Kennebec die Penobscot&Kennebec und betrieb damit die gesamte Strecke. Die beiden Gesellschaften fusionierten 1862 zur Maine Central Railroad. Die Bahnstrecke wurde zum Kernstück eines schnell wachsenden Bahnnetzes zwischen Portland und Bangor. Schon 1855 hatte die Strecke Konkurrenz erhalten. Zwischen Waterville und Portland konnte man ab diesem Zeitpunkt über die Portland and Kennebec Railroad auf normalspurigen Gleisen fahren. Das Umladen der Güter in Richtung Boston entfiel, zumal die Portland&Kennebec ab 1861 den Endbahnhof der Strecke aus Richtung Boston mitbenutzte. Aus diesem Grund beschloss die Maine Central einerseits die Portland&Kennebec zu pachten, was 1870 erfolgte, und andererseits ihre bestehende Strecke auf Normalspur umzubauen, damit auch in Waterville das Umladen der Güter unterbleiben konnte. Da dann jedoch die Strecke an ihrem westlichen Ende auf eine Strecke unterschiedlicher Spurweite getroffen wäre, plante man zusätzlich, die Bahn über Danville hinaus nach Süden bis an die Portland&Kennebec-Hauptstrecke bei Cumberland zu verlängern. Beide Bauvorhaben konnten 1871 abgeschlossen werden.

### Streckenverlegung und heutiger Betrieb
Im Laufe der Jahre wurden einige Abschnitte der Strecke zweigleisig ausgebaut. Das betraf vor allem den Abschnitt zwischen Danville und Auburn. Ab 1907 benutzte die Bangor and Aroostook Railroad den Abschnitt von Northern Maine Junction bis Bangor mit. Aus diesem Grund wurden die neun Kilometer ebenfalls zweigleisig ausgebaut. Da man auch zwischen Danville und Portland zweigleisig fahren wollte, die Trassierung nördlich von Cumberland aufgrund der Bebauung eine Erweiterung jedoch nicht hergab, beschloss man, die Strecke nach Osten an den Royal River zu verschwenken und eine Neubaustrecke, die sogenannte Walnut Hill Diversion, zur ehemaligen Portland&Kennebec-Hauptstrecke zu bauen. 1912 ging diese Bahn in Betrieb und der kurvenreiche Abschnitt der alten Strecke von Cumberland Junction (heute Cumberland Center) nach Gray wurde nach nur 41 Jahren stillgelegt.
Die 1853 eingeweihte Bahnbrücke über den Kennebec River bei Waterville musste in den 1910er Jahren dringend erneuert werden. Da die Maine Central zwischen Waterville und Fairfield/Benton zwei parallele Strecken besaß, beschloss sie, eine davon stillzulegen, nämlich die alte Hauptstrecke mit der sanierungsbedürftigen Brücke. Eine neue Brücke wurde östlich von Fairfield gebaut und die Züge benutzten fortan die Portland&Kennebec-Strecke zwischen Waterville und Fairfield mit, die daraufhin zweigleisig ausgebaut wurde. Die sogenannte Fairfield Diversion wurde etwa 1918 eröffnet und gleichzeitig der zweite Abschnitt der Hauptstrecke Cumberland Center–Bangor stillgelegt.
Mit dem Rückgang des Zugverkehrs wurden die zweiten Streckengleise in den 1960er und 1970er Jahren großteils wieder entfernt. Heute ist die Bahn bis auf längere Begegnungsabschnitte bei den größeren Bahnhöfen und ein 2,2 Kilometer langes Stück von Royal Junction bis Walnut durchweg eingleisig. Der Personenverkehr endete westlich von Waterville am 6. Februar 1960 und zwischen Waterville und Bangor am 6. September des gleichen Jahres. Nach dem Konkurs der Maine Central Railroad übernahm ab 1981 die Guilford Transportation, ab 2006 Pan Am Railways genannt, den Betrieb auf der Strecke.

## Streckenbeschreibung

### Ursprüngliche Trasse
Die Strecke biegt am Bahnhof Cumberland Center aus der Bahnstrecke Portland–Rockland ab und führt zunächst im spitzen Winkel zu dieser Trasse nach Nordosten. Der 1912 stillgelegte Abschnitt ist gut zu erkennen, da die Trasse heute durch einen Feldweg benutzt wird. Nach Querung der Tuttle Road biegt die Strecke nach Norden ab und ist ab da überwachsen und teilweise durch einen Golfplatz überbaut. In Cumberland Center verlief die Bahn auf der heutigen Val Halla Road und weiter östlich parallel zur Cumberland Road. In diesem Bereich wird die Trasse wiederum durch einen Feldweg auch heute noch genutzt. Nach Überquerung der Straße The Lane ist die Trasse wieder überwachsen. Kurz vor der Sligo Road Extension biegt die Strecke nach Nordnordwest ab. Nach dem Bahnübergang über die Mill Road trifft die Trasse auf die 1912 eröffnete Neubaustrecke. Ab hier ist die Strecke in Betrieb und führt zunächst weiter nach Nordnordwest. Entlang des Royal River und diesen zweimal querend macht die Strecke einen ausgedehnten Bogen nach Nordost, um schließlich Danville Junction zu erreichen. Hier beginnt der älteste Teil der Strecke, die hier die Bahnstrecke Portland–Island Pond quert.
Neben der Washington Street verläuft die Strecke nun bis Auburn, wo sie den Androscoggin River überquert. Danach durchquert die Bahn das Stadtgebiet von Lewiston und verläuft weiter nordöstlich bis Leeds Junction. Hier befand sich früher eine Gleiskreuzung im spitzen Winkel und heute, nach Stilllegung des nach Süden führenden Streckenastes, ein Gleisdreieck, über das die Züge nach Rumford fahren. Kurz hinter dem Bahnhof verläuft die Trasse am östlichen Ufer des Cochnewagon Lake und im weiteren Verlauf entlang des Maranacook Lake, der an seiner schmalsten Stelle überquert wird. Weiter nach Nordosten führend erreicht die Trasse bei Belgrade den Messalonskee Lake, an dessen gesamtem Nordwestufer die Bahn entlangführt. Hinter Oakland biegt die Bahn kurzzeitig nach Südosten ab und trifft in Waterville auf die Bahnstrecke Brunswick–Skowhegan.
Ab dem Bahnhof Waterville, der bis etwa 1918 ein Kreuzungsbahnhof war, ist die Strecke wieder stillgelegt. Sie überquerte hier den Kennebec River und führte an dessen östlichem Ufer bis nach Benton. Hier trifft sie wieder auf die bestehende Strecke und verlässt das Flusstal nordostwärts. Parallel zur Interstate 95 führt die Bahn bis Pittsfield, wo sie nach Osten abbiegt und das Stadtgebiet durchquert. In Newport quert die Strecke die Interstate 95 und tangiert den Sebasticook Lake. Sie verläuft nun kurvenreich nach Osten, entlang des Etna Pond und parallel zur U.S. Route 2. Kurz vor Bangor befindet sich der große Güterbahnhof Northern Maine Junction, wo die Bahnstrecke South Lagrange–Searsport der Montreal, Maine and Atlantic Railway unterquert wird. Am Südrand der Stadt Bangor biegt die Strecke in das Flusstal des Penobscot River ein, an dessen Ufer der Güterbahnhof Bangor liegt und ein Stück weiter nördlich früher der Hauptbahnhof der Stadt, die Bangor Union Station lag. Hier geht die Strecke in die Bahnstrecke Bangor–Vanceboro über.

### Walnut Hill Diversion
Die Bahnstrecke zweigt auf freier Strecke von der Bahnstrecke Portland–Rockland ab und schwenkt nach Norden. Sie verläuft geradlinig bis zum North Yarmouth Memorial Highway. Nach dessen Querung folgt eine langgezogene Linkskurve. Immer entlang des Royal River verläuft die Strecke dann geradlinig in westnordwestlicher Richtung bis zur Mill Road, wo sie auf die alte Trasse der Hauptstrecke trifft.
Die Strecke genügt durchaus modernen Ansprüchen. Alle Straßenübergänge erfolgen durch Unter- oder Überführungen, lediglich einige Feldwege kreuzen niveaugleich. Die geradlinige Streckenführung erlaubt zudem höhere Fahrgeschwindigkeiten als das auf der alten Trassierung möglich gewesen wäre.

### Fairfield Diversion
Die Strecke zweigt am Bahnhof Fairfield aus der Bahnstrecke Brunswick–Skowhegan ab und führt nach Nordosten über den Kennebec River. Zur Überquerung des Flusses wurde eine günstige Stelle gewählt, an der drei kleine Flussinseln nebeneinander liegen. Die Brücke ist insgesamt rund 560 Meter lang. Am anderen Ufer trifft die Strecke wieder auf die Hauptstrecke, deren Abschnitt von Waterville bis hierher mit dem Bau der Strecke stillgelegt wurde.

## Personenverkehr
Anfangs war der Personenverkehr auf der Strecke spärlich. Der Fahrplan von 1870 verzeichnet lediglich ein tägliches Zugpaar von Danville Junction nach Bangor und ein weiteres von Danville Junction nach Lewiston. Die Fahrzeit für die gesamte Strecke betrug damals sechs Stunden bzw. sechseinhalb Stunden in der Gegenrichtung.
Schon bald nahm jedoch die Bevölkerungsdichte entlang der Strecke zu und es wurden mehr Züge eingesetzt. Während der Blütezeit der Eisenbahn verkehrten an Werktagen bis zu neun Züge pro Richtung, an Sonntagen bis zu fünf Züge. Schon ab 1913 wurde das Angebot deutlich eingeschränkt. Dennoch verkehrten noch bis zur Einstellung des Personenverkehrs 1960 bis zu sechs werktägliche Züge östlich von Waterville und zuletzt noch zwei Zugpaare zwischen Portland und Waterville.
Die wichtigsten Züge auf der Strecke waren der Expresszug Gull, der Kurswagen Boston–Halifax führte, der Flying Yankee, der Pine Tree Limited und der Kennebec Limited auf der Relation Boston–Bangor, sowie der Penobscot, der zwischen Boston und Calais verkehrte und Kurswagen auf die Bangor and Aroostook Railroad bis nach Van Buren übergab. In Richtung Bangor fuhren der Flying Yankee, der Gull und der Penobscot über die gesamte Strecke, in Richtung Portland nur der Flying Yankee. Die anderen Züge verkehrten über Augusta.

## Anhang